# When Evil Lurks
When Evil Lurks (Cuando acecha la maldad) è un film argentino del 2023, diretto e sceneggiato da Demián Rugna.

## Trama
In un mondo in cui l'esistenza di demoni e possessioni è ormai riconosciuta, in cui le religioni non esistono più e gli stati hanno sviluppato protocolli per eliminare i posseduti prima che da loro si diffonda una vera e propria epidemia simile a quelle virali, i fratelli Pedro e Jaime Yazurlo odono alcuni spari e scoprono che a cadere vittima di un'imboscata è stato proprio un pulitore, ossia una figura chiamata per eliminare un posseduto prima che questi possa far rinascere il maligno sotto una nuova forma. I due scoprono che il posseduto in questione è il loro vicino Uriel e allertano dapprima la polizia e, a causa dell'inettitudine di quest'ultima, il proprietario del terreno: Armando Ruiz.
I tre uomini si organizzano per portare il corpo dell'uomo lontano dalla loro comunità ma, a causa di uno sfiorato incidente con un bambino in bicicletta, perdono il corpo del moribondo. Subito dopo, una delle capre di Ruiz viene posseduta dal male: l'uomo decide di spararle, contravvenendo a una delle regole fondamentali della lotta contro questi esseri. Onde evitare che la maledizione colpisca ora la sua famiglia, la moglie di Armando uccide l'uomo e poi se stessa a colpi d'ascia. Dopo aver ospitato per una notte nella loro stalla il fratello minore di Uriel, i fratelli Yazurlo fuggono e si precipitano a casa di Sabrina, ex moglie di Pedro e madre dei suoi figli Santino e Jair. Qui vivono anche Leonardo, nuovo compagno di Sabrina, e la loro figlia Vicky.
Pedro ottiene dalla famiglia dei vestiti puliti ma, mentre discutono a causa dell'intenzione dell'uomo di portare i suoi figli via con sé a causa del rischio d'infezione maligna, nessuno si accorge che il cane della famiglia sta odorando i vestiti di Pedro: viene dunque colpito dall'infezione e si avventa contro Vicky, trascinandola via. La bambina viene salvata da suo padre ma è ormai vittima della maledizione: proprio mentre Pedro e Jaime portano via Santino e Jair, quest'ultimo autistico e di difficile gestione, la bambina mette in moto una serie di eventi che portano Leonardo a investire Sabrina e lei stessa. Pedro assiste a tutta la scena e mentre va via in auto vediamo Vicky, la figlia di Sabrina e Leonardo ancora viva mentre balla. Gli Yazurlo passano a prendere anche la loro madre, ma essendo a corto di denaro sono messi alle strette. Dopo aver ricevuto una minacciosa telefonata da quella che sembra essere Sabrina, intenzionata a riprendersi i suoi figli, il gruppo si rifugia presso l'isolata tenuta di Mirta, ex amante di Jaime.
Il male li perseguita anche qui: Mirta avverte Jaime che Jair, che è autistico, mostra segni di possessione, ma Jaime li ignora. Più tardi, il cadavere posseduto di Sabrina rapisce Santino. Allora Pedro e Mirta decidono di mettersi alla ricerca di Uriel mentre Jaime va all'inseguimento di Sabrina. Jaime riesce a trovare Sabrina ma scopre che ha ucciso Santino e ne sta divorando il cadavere. Allora per un impeto di rabbia la investe e nel farlo si scontra contro un albero. La madre dei fratelli rimane a casa di Mirta e aspetta con Jair, il figlio autistico di Pedro che entra in casa e, comportandosi per la prima volta come un neurotipico, inizia a parlare a sua nonna. Nel frattempo, Mirta racconta a Pedro di come proprio lei e suo marito, ex truffatori, hanno inavvertitamente provocato la prima possessione della loro città per poi diventare loro stessi pulitori: una scelta che provocò poi la morte dell'uomo e la decisione di Mirta di isolarsi dal mondo.
La ricerca di Pedro e Mirta li conduce a una scuola piena di bambini posseduti che mentono sfacciatamente alla coppia per consentire la nascita del demonio. La coppia trova Uriel sotto il palco nel piccolo auditorium e Pedro cerca di dissotterrarlo correttamente mentre Mirta prepara l'attrezzatura per uccidere il demone. Perdendo la pazienza e credendo a una delle bugie dei bambini su un'ascia antincendio lì vicino, Pedro corre in ufficio mentre Mirta urla di non lasciarla. Mentre è via, i bambini intrappolano Pedro, uccidono Mirta e smantellano l'attrezzatura. Infuriato, Pedro picchia a morte Uriel con un pezzo dell'attrezzatura rotta, uccidendo Uriel e dando inizio alla nascita del demone. Il demone dentro Uriel nasce poco dopo, liberandosi del cadavere di Uriel e presentandosi a un Pedro sconfitto. Dopo aver provocato Pedro risparmiandolo, il demone appena nato esce nel sole del mattino seguito dai bambini.
Pedro, Jaime e Jair tornano a casa. Jaime trova il fratello posseduto di Uriel, Eduardo, che gli dice di aver ucciso il pulitore originale quattro giorni prima e di averlo poi divorato. Rivela anche di aver fatto lo stesso con sua madre la sera prima e allude che la madre di Jaime ha subito la stessa sorte. Dentro, Pedro dà del gelato a Jair, il quale però inizia a soffocare e sputa i capelli e la collana della madre di Pedro, rivelando di averla mangiata e di essere posseduto. Pedro esce dalla casa e inizia a urlare per la disperazione.

## Produzione
Nel 2021 Rugna ha presentato la sceneggiatura del film durante il festival Sitges Pitchbox, qualificandosi secondo in una gara relativa a sceneggiature proposte nel corso della kermesse. In tale occasione la sceneggiatura è stata notata dai vertici della Shudder, i quali hanno dunque deciso di produrre la pellicola. Girato interamente in lingua spagnola, il film rappresenta la prima produzione della Shudder ad avere questa caratteristica. Le riprese si sono tenute nel corso del 2022.

## Distribuzione
Il film è stato presentato per la prima volta al grande pubblico durante il Toronto International Film Festival nel settembre 2023: in tale occasione, la compagnia francese TIFF Midnight Madness ha acquistato i diritti per la distribuzione internazionale, affidandola successivamente a IFC Films. L'opera è approdata nelle sale cinematografiche a partire dal 6 ottobre 2023 ed è stata resa disponibile sulla piattaforma Shudder a partire dal 27 ottobre 2023.

## Accoglienza

### Pubblico
Il film ha incassato 546626 $ in Nordamerica e 1543626 $ nel resto del mondo, per un totale di 2090252 $.

### Critica
Sull'aggregatore Rotten Tomatoes il film riceve il 98% delle recensioni professionali positive con un voto medio di 7,9 su 10 basato su 105 critiche, mentre su Metacritic ottiene un punteggio di 75 su 100 basato su 14 critiche.
Daniele D'Orsi su Sentieri Selvaggi dà al film 2,5 stelle su 5 e scrive che il film "Cala il pubblico all’interno di uno spazio infernale, da cui ogni istanza di umanità ne esce lacerata. Ma la gestione maldestra delle sequenze-cardine del racconto ne depotenzia tutti i temi di fondo". A lui "risponderà" Davide Di Giorgio, in una recensione a favore del film sullo stesso sito in cui scrive che il film è "una storia di possessione che non cerca scorciatoie e racconta il male con onestà".